# Dara Birnbaum

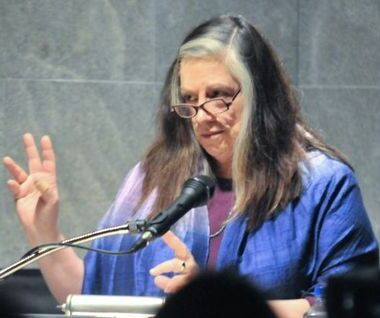
Dara Birnbaum (2009)

Dara Birnbaum (* 1946 in New York; † 2. Mai 2025) war eine US-amerikanische  Video- und Installationskünstlerin.

## Leben
Birnbaum studierte Architektur an der Carnegie Mellon University in Pittsburgh und Malerei am San Francisco Art Institute. Es folgte eine Ausbildung für Videoschnitt in New York City. 1978 hatte sie einen Lehrauftrag an der NSCAD University in Halifax, wo sie mit Dan Graham zusammenarbeitete. Dara Birnbaum lebte und arbeitete in New York.
Ab Ende der 1970er-Jahre beschäftigte sich Birnbaum mit dem Medium Fernsehen. Sie hinterfragte die äußeren Bildwelten, die Ausdrucksformen und die manipulative Wirkung dieses Massenmediums. Inhaltlich überprüfte sie den Mythos der Weiblichkeit mithilfe persönlicher und sozialer Erkenntnisse. Sie engagierte sich früh für eine Gleichsetzung der Videokunst mit den klassischen Kunstsparten und nahm teil an der Feministischen Kunstbewegung.
Zu ihren bekanntesten Arbeiten aus diesem Zeitraum zählen Technology/Transformation: Wonder Woman (1978 bis 1979). Mit einschlägigen Bildern der Fernsehserie versuchte sie, die inhärente Ideologie der gleichnamigen Serienheldin zu unterwandern. Mitte der 1980er-Jahre begann sie mit großen raumfüllenden Installationen. Rio Videowall (1987 bis 1989) gilt als erste permanente Videoinstallation im öffentlichen Raum eines Shoppingcenters. Darin schnitt sie auf 25 Monitoren Bilder des Originalortes mit CNN-Sequenzen, die die Naturaufnahmen durchbrachen.
In Hostage (1993 bis 1994) geht es um die mediale Vermittlung politischer Ereignisse. Birnbaum bearbeitete die Entführung von Hanns-Martin Schleyer im Jahr 1977. Eine weitere Arbeit ist Kiss the Girls and Make them Cry von 1979. Die Trilogie Damnation of Faust mit den Teilen Evocation (1983), Will-O’-The-Wisp (1985) und Charming Landscape (1987) basiert auf  Goethes Text und der Musik von  Berlioz.

## Ausstellungen (Auswahl)

### Einzelausstellungen (Auswahl)
- 2021 Dara Birnbaum. Talking Back to the Media, Neuer Berliner Kunstverein, Berlin
- 2011 Dara Birnbaum – Arabesque Marian Goodman Gallery, New York, New York
- 2010 A Matéria Negra Da Luz Dos Media Museu de Arte Contemporânea, Porto, Portugal
- 2009 Moderna Museet, Stockholm, Sweden
- 2009 Nationalmuseum für moderne Kunst, Japan
- 2009 Dara Birnbaum - Retrospective: the dark matter of media light - SMAK Stedelijk Museum voor Actuele Kunst, Gent
- 2008 Dara Birnbaum: Technology/Transformation: Wonder Woman, Museum of Modern Art, New York, New York
- 2006 Dara Birnbaum - Technology/Transformation: Wonder Woman -  Kunsthalle Wien, Wien
- 2003 Erwartung - Expectancy - A Video Installation by Dara Birnbaum - Jewish Museum (New York City), New York, NY
- 1992 Dara Birnbaum: The Damnation of Faust, 1984/1992 - Rhona Hoffman Gallery, Chicago
- 1987 Damnation of Faust ICP International Center of Photography, New York

### Gruppenausstellungen (Auswahl)
- 2010 Whitney Museum of American Art, New York
- 2010 Museo Reina Sofía, Madrid
- 2010 Museu d’Art Contemporani de Barcelona, Spain
- 2010 Kunsthalle and MuMOK, Vienna
- 2008 Dara Birnbaum: Technology/Transformation: Wonder Woman, Museum of Modern Art, New York
- 2007 Museum of Contemporary Art, Los Angeles, Los Angeles
- 2006 Dara Birnbaum - Technology/Transformation: Wonder Woman - MuseumsQuartier| Kunsthalle Wien, Wien
- 2004 Museum van Hedendaagse Kunst Antwerpen, Antwerpen
- 2004 Haus der Kunst, München
- 2003 Museum Moderner Kunst Stiftung Ludwig Wien, Wien
- 2003 50. Biennale in Venedig, Venedig
- 2000 Zentrum für Kunst und Medientechnologie, Karlsruhe
- 1999 San Francisco Museum of Modern Art, San Francisco
- 1995 Centre Georges Pompidou, Paris
- 1992 documenta IX, Kassel
- 1991 Castello di Rivoli, Turin, Italy
- 1987 documenta 8, Kassel
- 1985 Tate Gallery, London
- 1985 Whitney Biennial, New York City
- 1982 documenta 7, Kassel

## Auszeichnungen (Auswahl)
- 2021: Guggenheim Fellowship (Kategorie „Fine Arts“)[6]
- 2011: Anonymous Was A Woman award
- 2010: United States Artists fellow award